# Walter Schwabl
Walter Schwabl (* 12. August 1949 in Schwarzach im Pongau, Salzburg) ist ein ehemaliger österreichischer Skispringer.

## Werdegang
Walter wuchs in unmittelbarer Nähe der Schwarzacher Sprungschanze auf und kam somit früh zum Sprungsport. Ende der 1960er-Jahre wurde er dreimaliger österreichischer Juniorenmeister und konnte 1967 und 1968 auch den Junioren-Bewerbe der finnischen Springertournee für sich entscheiden. Sein erstes Großereignis war die Teilnahme an den Olympischen Spielen 1968 in Grenoble, wo er allerdings nicht zum Einsatz kam. Es folgten eher magere Jahre, er verpasste sowohl die Weltmeisterschaft 1970, als auch die Olympischen Spiele 1972. Erst im Winter 1972/73 trat er wieder mit guten Leistungen hervor. Nach Sprüngen über 151 m und 162 m bei der Skiflug-Weltmeisterschaft in Oberstdorf 1973 belegte er den 9. Rang im Gesamtklassement. Gegen das Nachdrängen der jungen österreichischen Springergarde um Toni Innauer, Karl Schnabl, Alois Lipburger, Willi Pürstl, Hans Wallner, Hans Millonig, Edi Federer, Rupert Gürtler und Alfred Pungg, hatte er im Gegensatz zu Reinhold Bachler und Rudi Wanner keine Antwort, und war nicht mehr in der Lage im Vorderfeld mitzuspringen. Nur bei der Skiflugwoche in Oberstdorf 1976 zeigte er noch einmal auf, als er seine persönliche Bestweite auf 173 m verbessern konnte. Im Frühjahr 1977 beendete Walter Schwabl seine Karriere.

## Erfolge
- 1969: Sieger in Willingen – Großschanze
- 1969: 3. in Zakopane II – Großschanze
- 1973: 2. in Dornbirn – Normalschanze
- 1974: 2. in Tarvis – Normalschanze
- 1974: 2. in Villach – Normalschanze
- 1974: 3. in Marburg – Normalschanze
- 1976: 2. in Chamonix – Normalschanze

### Schanzenrekorde
| Ort        | Land        | Weite               | aufgestellt am | Rekord bis   |
| ---------- | ----------- | ------------------- | -------------- | ------------ |
| Oberstdorf | Deutschland | 151,0 m (HS: 225 m) | 8. März 1973   | 8. März 1973 |
| Oberstdorf | Deutschland | 162,0 m (HS: 225 m) | 8. März 1973   | 9. März 1973 |